# Velimir Piletić
Velimir Piletić (em sérvio:  Велимир Пилетић; 2 de maio de 1906 - 23 de julho de 1972) foi um oficial militar iugoslavo, mais conhecido como comandante dos Chetniks no leste da Sérvia (o Corpo Krajina e Mlava Chetnik) durante a Segunda Guerra Mundial.

## Segunda Guerra Mundial

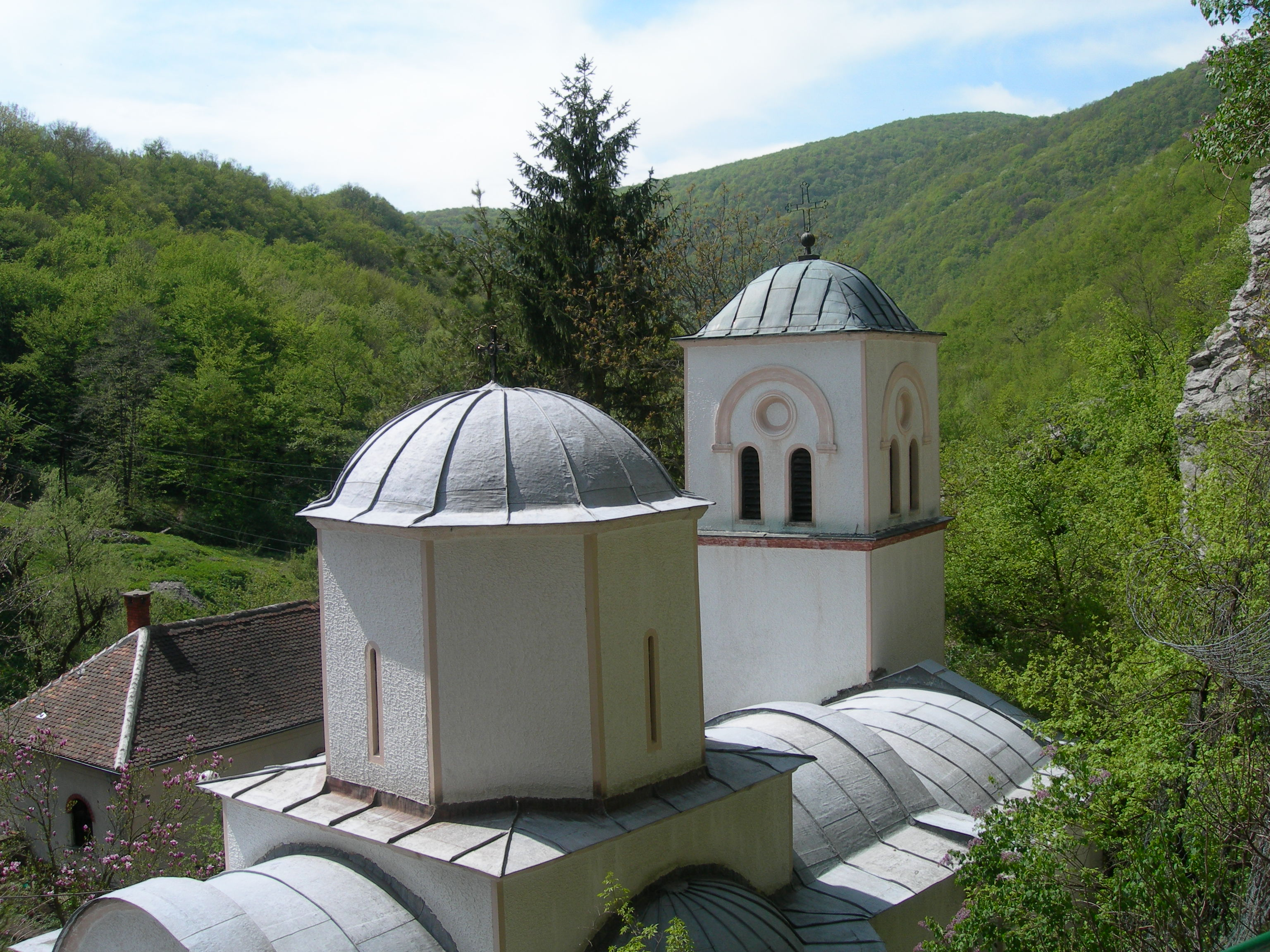
A sede do Destacamento Krajina Chetnik ficava no Mosteiro Gornjak (foto de 2009)

Em maio de 1941, Piletić organizou rebeldes guerrilheiros no leste da Sérvia, inicialmente sem qualquer ligação com outros ex-oficiais iugoslavos que faziam a mesma coisa em outras partes da Sérvia. Depois de estabelecer o seu quartel-general no Mosteiro de Gornjak, Piletić estabeleceu ligações com os rebeldes em Belgrado e Banato. O coronel Pantić, que na época estava em Belgrado, enviou os capitães Pejčić e Avezić junto com cinco oficiais da aviação iugoslava, incluindo o coronel Lazar Dabetić.
Mihailović pediu a Piletić para liderar os Chetniks em Montenegro (Montenegro, Boka e Sandžak), mas Piletić recusou, solicitando o comando dos Chetniks da Bósnia. Isto foi recusado por Mihailović porque este comando já tinha sido dado a Boško Todorović. Em vez disso, Mihailović nomeou Piletić comandante de todos os Chetniks no leste da Sérvia.

### Negociações Chetnik-Partidárias de 1941
Piletić, que era major na época, participou (como delegado de Mihailović) nas negociações sobre a cooperação entre Chetniks e Partisans, realizadas em Belgrado em 8 de setembro de 1941, juntamente com outros três delegados Chetnik. A delegação Chetnik foi liderada pelo coronel Branislav Pantić, enquanto a delegação partidária foi liderada por Blagoje Nešković, Đuro Strugar e uma pessoa com o nome falso de "estudante". De acordo com Marković e Marjanović, essa pessoa era na verdade Vojo Nikolić.
Os delegados dos Chetniks tentaram convencer os Partidários a cessar as suas atividades ofensivas contra as forças do Eixo, mas as negociações terminaram sem acordo.

### Luta contra comunistas e fascistas
Para melhor organizar a luta contra os comunistas e fascistas, os chetniks organizaram dois corpos no leste da Sérvia. Um deles foi a Krajina Chetnik Corp. De acordo com fontes partidárias, a Krajina Chetnik Corp operava no território dos condados de Jabukovac, Kladovo, Donji Milanovac e Golubac, e era a maior e mais bem equipada Chetnik Corp no leste da Sérvia. Com base no acordo entre Draža Mihailović e o Coronel William Bailey, que era chefe dos Oficiais de Ligação Britânicos no QG de Chetnik, nove submissões britânicas que tinham sua própria comunicação de rádio separada com a base SOE no Cairo foram transportadas por aviões e lançadas de pára-quedas para a sede de vários Chetnik Corpo desde abril de 1943. A primeira missão sob o comando do Major Eric Greenwood foi lançada de pára-quedas em Homolje no QG do Krajina Corps sob o comando de Velimir Piletić e o segundo grupo de dois oficiais, o Major Jasper Rootem e o Coronel da Nova Zelândia Edgar Hargreeves juntaram-se a eles em 21 de maio de 1943. Eles participaram do ataque de Chetniks do Corpo de Krajina a barcos alemães no Danúbio e de outros atos de sabotagem aos transportes ferroviários alemães através da Sérvia. A razão para atacar barcos alemães no Danúbio em outubro de 1943, na aldeia de Boljetin, em Đerdap, foi afundá-los e bloquear esta importante rota de transporte para as forças do Eixo. O ataque foi organizado pela Brigada Porečka do Corpo Krajina. Esta brigada usou um pequeno canhão para afundar dois barcos com projéteis perfurantes, mas falhou. Os barcos que foram fortemente danificados e permaneceram no lado romeno do Danúbio para reparos. Como parte do terror contra simpatizantes partidários, as tropas Chetnik comandadas por Piletić mataram 4 e espancaram 6 aldeões na aldeia de Trubarevac, perto de Sokobanja, em julho de 1944.

### Cooperação com o Exército Vermelho
Piletić foi nomeado para o cargo de representante do Comando Supremo de Chetnik para a Romênia, sob o pseudônimo de "Popesku". Piletić iniciou contactos com o bispo de Timișoara (Temišvar). Robert H. McDowell enfatiza que Piletić foi recebido calorosa e entusiasticamente no quartel-general romeno do Exército Vermelho em Craiova.
No início de setembro de 1944, Piletić e seus Chetniks atacaram as tropas da marinha alemã que recuaram através de Đerdap e capturaram 80 soldados alemães. Segundo o historiador Dinčić, os chetniks e os romenos trocaram oficiais para comunicações e concordaram em ações conjuntas contra a frota alemã. Dinčić afirma que foi o ultimato de Piletić ao comando alemão para entregar todos os seus navios dentro de 24 horas, o que os forçou a afundar todos os 220 navios da frota alemã do Mar Negro que haviam recuado através do Danúbio através de Đerdap.
Inicialmente, o Corpo Krajina Chetnik e o Exército Vermelho estabeleceram contatos amistosos e em ações conjuntas capturaram o Vale do Morava Ocidental e Kruševac . No entanto, o relacionamento azedou e os Chetniks foram posteriormente atacados. De acordo com o relatório dos guerrilheiros locais na Sérvia a partir de 12 de Setembro, após o fracasso das negociações com os soviéticos, o Corpo de Krajina desintegrou-se e grande parte dos seus membros juntou-se aos guerrilheiros. Em meados de setembro, os Chetniks sob o comando do tenente Pajović, perto de Kladovo, rejeitaram o comando de Piletić e fundaram um destacamento "partidário". Piletić afirmou numa entrevista concedida a McDowell que ele e os outros Chetniks que o acompanhavam foram capturados depois de saírem de uma reunião com o Estado-Maior do Exército Vermelho e terem ido dormir. Piletić afirmou que eles não foram capturados por soldados do Exército Vermelho, mas pela antiga unidade Ustaše (a Legião Croata) sob o comando do ex-general Ustaše Marko Mesić, que havia sido mobilizada à força pelos soviéticos quando foi capturada após a Batalha de Stalingrado e posteriormente fez parte das forças armadas comunistas iugoslavas. Mesić e seus homens mataram todos os Chetniks, exceto Piletić, que foi enviado para a prisão de Lubiank. Mais tarde, Piletić conseguiu escapar para a Áustria enquanto era transportado de trem para Belgrado, a pedido do novo governo comunista iugoslavo, que queria levá-lo a julgamento. Os Aliados o colocaram no campo de refugiados de St. Johann im Pongau.

## Pós-guerra
Num julgamento em Paris após o fim da guerra, Piletić foi inocentado de todas as acusações. Piletić tornou-se ativo nos círculos de emigrantes sérvios que incluíam Nikola Kavaja. Segundo algumas fontes, Piletić era membro do Movimento de Libertação da Pátria Sérvia (em sérvio:  Српски ослободилачки покрет Отаџбина).